# 佐藤俊吉
佐藤 俊吉（さとう しゅんきち、1982年9月8日 - ）は、NHKのアナウンサー。

## 来歴
東京都生まれ、神奈川県育ち。香港日本人学校中等部在籍後、法政大学第二中学校・高等学校を経て、法政大学経営学部を卒業。
2005年4月に入局。
2021年3月、再度東京アナウンス室に赴任。
2023年および2024年には、新人アナウンサー研修の専任講師を担当した。その後2024年8月に3度目の新潟局への異動が発表され、管理職にあたるコンテンツセンターアナウンスグループ統括に就任した。

## 嗜好・挿話
- 一時は香港に在住していた経験もあり、香港日本人学校中等部の同級生には、オリエンタルラジオの藤森慎吾がいる[3]。
- 中学校から大学迄、法政大学グループで過ごした。法政大学グループからは、教育面で少なからぬ影響を受けている。
- 地方局では、福岡、鳥取、新潟（3回）の勤務があり、鳥取放送局では地上デジタル放送推進大使を務めた。
- 一度目の新潟放送局勤務の時に結婚。娘と息子がいる。
- 30代半ば迄、芸能・情報番組に強い関心を抱く一方、ニュース分野の取材や番組にはほとんど携わっていなかった。
- 9時のニュースを終えるときに『ニュースをお伝えしました。』ではなく、『この後は引き続きあさイチです。』と締めている[4]。

## 現在の担当番組
- 新潟県のニュース
- アナウンスグループ統括
- 新潟ニュース845（不定期）
- 新潟ニュース610（編集責任者・木花牧雄のキャスター代行）
- 新潟放送局制作番組の編集責任者
- 緊急報道（新潟放送局発）

## 過去の担当番組
福岡放送局時代（2005年6月 - 2007年7月）
- 福岡県・九州沖縄のニュース・中継・リポート
- 情報ワイド福岡いちばん星 - サブキャスター（2006年7月 - 2007年3月）

鳥取放送局時代（2007年8月 - 2011年7月）
- 鳥取県のニュース・中継・リポート
- MUSIC JAPAN - 観覧のMC（2008年9月22日）
- いちおしNEWSとっとり（キャスター）
- 鳥取文芸館
- 緊急報道（鳥取放送局発）

新潟放送局時代（1度目）（2011年8月 - 2015年7月）
- 新潟県のニュース・中継・リポート
- NHK福祉大相撲 - 「お楽しみ歌くらべ」MC（2013年2月17日）
- 金よう夜きらっと新潟（2012年4月 - 2015年3月）（1度目）
- 新潟ニュース610（キャスター：2013年3月21日 - 2015年3月27日）（1度目）
- 新潟ニュース845（不定期）
- 緊急報道（新潟放送局発）

東京アナウンス室時代（1度目）（2015年8月 - 2017年度）
- あさイチ（リポーター：2016年4月 - 2018年3月）
- ふるさと自慢うた自慢&ふるさと自慢コンサート（2017年4月 - 2018年3月）
- 笑けずり 第2シーズン - 司会進行（2016年9月 - 10月）
- ラジオニュース

新潟放送局時代（2度目）（2018年度 - 2020年度）
- NHKニュースおはよう日本 （代理キャスター：4:30 - 6:00）（2020年8月11日 - 14日）
- 新潟ニュース610（2018年4月2日 - 2021年3月27日）（2度目）
- 金よう夜きらっと新潟（2018年4月 - 2021年3月）（2度目）
- 新潟ニュース845（不定期）
- 緊急報道（新潟放送局発）

東京アナウンス室時代（2度目）（2021年度 - 2024年7月）
- NHKニュースおはよう日本（5時台キャスター：2021年4月5日 - 2023年3月24日）
  - 2021年度は塩田慎二・江原啓一郎と
  - 2022年度は八田知大との1週間ごとのローテーション
- ジャーナルクロス（司会、2022年4月 - 2023年3月）
- NHKニュース7 （伊藤海彦の夏季休暇に伴う代理サブキャスター）（2021年9月11日 - 12日）
- 第72回NHK紅白歌合戦 （R1：ラジオ第一）（進行）（2021年12月31日）
- ニュースLIVE! ゆう5時（コーナープレゼンター、リポーター：2023年4月10日 - 2024年2月28日）
- ニュース645（日曜不定期）（2024年2月 - 7月）

新潟放送局時代（3度目）（2024年8月 - ）